# Bacchisa comata
Bacchisa comata là một loài bọ cánh cứng trong họ Cerambycidae.